# 虐待の証明
『虐待の証明』は、2018年の韓国映画。
日本では2020年1月3日に一般公開されたが、その前に2018年の東京国際映画祭で『ミス・ペク』の原題で上映された。
韓国で実際に起きた児童虐待事件を基に親から虐待を受ける少女とかつて自分も虐待を受けていた女性との交流と虐待の連鎖を止める葛藤を描いた社会派サスペンス。
主演のハン・ジミンは、第38回韓国映画評論家協会賞主演女優賞と第39回青龍映画賞主演女優賞を受賞した。

## あらすじ
ペク・サンアは子どもの頃に母親から虐待され捨てられ施設で育ち、強姦事件に巻き込まれた際には犯人の父親が権力者だったために彼女が刑に服すこととなってしまう。出所後も荒んだ日々を送っていたとき、体中に痣のある虐待を受けている少女ジウンと出会う。サンアは虐待を受けた自分の過去を葬っていたがこの出会いをきっかけに再び自分のトラウマと向き合うこととなる。そしてジウンを助けようとするが、ジウンは家族から追われていた。

## キャスト
※括弧内は日本語吹替
- ペク・サンア - ハン・ジミン（名塚佳織）
- キム・ジウン - キム・シア（藤野彩水）
- チャン・ソプ - イ・ヒジュン（祐仙勇）
- チュ・ミギョン - クォン・ソヒョン（和優希）
- キム・イルゴン - ペク・スジャン（赤坂柾之）

## スタッフ
- 監督・脚本 - イ・ジウォン
- 製作 - カン・ガミ
- 音楽 - イ・ウンジュ、モグ
- 撮影 - カン・グッキョン